# Новый Биктяш
Но́вый Биктя́ш (баш. Яңы Бикташ) — село в Бижбулякском районе Республики Башкортостан Российской Федерации. Входит в состав Сухореченского сельсовета.

## География

### Географическое положение
Расстояние до:
- районного центра (Бижбуляк): 41 км,
- центра сельсовета (Сухоречка): 9 км,
- ближайшей ж/д станции (Приютово): 27 км.

## Население
| 2002 | 2009 | 2010 |
| ---- | ---- | ---- |
| 363  | ↘349 | ↘315 |

Национальный состав
Согласно переписи 2002 года, преобладающие национальности — башкиры (66 %), татары (32 %).

## Известные уроженцы
- Ахметшин, Габдулла Габдрахманович (1925—1994) — башкирский писатель, член Союза писателей Башкирской АССР (1951), заслуженный деятель искусств Башкирской АССР (1981).